# 白坂宗治
白坂 宗治（しらさか むねはる、1952年1月20日 - ）は、日本の元騎手・調教助手。
息子の白坂聡は元騎手で現在は角田晃一厩舎の調教助手。

## 来歴
1970年3月1日の東京第2競走4歳未勝利・シロクイン（12頭中10着）で初騎乗を果たし、4月13日の中山第3競走障害5歳以上未勝利・ダイイチコンバットで初勝利を挙げる。8月9日の札幌第2競走3歳新馬・ヤマノフジで平地初勝利を挙げ、1年目の同年は7勝、2年目の1971年には11月20日の福島で初の1日2勝を挙げるなど8勝をマーク。
3年目の1972年には3月12日の中山第3競走4歳新馬を12頭中12番人気のローヤルオーシャンで勝利して単勝万馬券の波乱を起こし、同19日の中山第9競走5歳以上オープンではコウジョウでメジロムサシの3着に入り、自身初の2桁勝利となる10勝をマーク。
1973年には10月27日・28日の新潟で2日連続勝利を記録し、1974年からは関西に拠点を移す。
1975年には4月5日の阪神第1競走4歳未勝利を9頭中9番人気のリュウゴヤモラで勝利して枠連25930円、菊花賞が行われた11月9日の京都第8競走天王山特別では11頭中10番人気のアインアローで11番人気ミマルオーの2着に入って枠連33480円、同22日の京都第6競走3歳未勝利を11頭中10番人気のタニノビーナスで勝利して単勝万馬券の波乱を起こし、3年ぶりの2桁勝利となる13勝をマーク。
1976年は2年連続2桁勝利となる10勝をマークし、1977年は7勝に終わったが、7勝中5勝は阪神戦で挙げた。
1978年には2年ぶりの2桁で10勝、1979年には11勝と2度目の2年連続2桁勝利をマークしたが、1980年には6勝に終わる。
1981年には自己最多の16勝、1982年も15勝をマークしたが、1983年の10勝が3年連続で最後の2桁勝利となった。
1984年には阪急杯でリュウファーロス産駒の青森産馬リュウボーイに騎乗し15頭中15番人気ながら5着に入り、1987年にはタニノギムレットの従兄タニノスイセイで但馬ステークス（1400万下）→大阪城ステークス（オープン）を連勝。
1988年4月23日の京都第2競走4歳未勝利・サクセスドリームで最後の勝利 を挙げ、同年7月30日の小倉第3競走4歳未勝利・エトランゼ（9頭中7着）を最後に現役を引退。
引退後は白井寿昭厩舎の調教助手となり、アグネスデジタルを手がけた。

## 騎手成績
| 通算成績 | 1着 | 2着 | 3着 | 4着以下 | 出走回数 | 勝率 | 連対率 |
| -------- | --- | --- | --- | ------- | -------- | ---- | ------ |
| 平地     | 162 | 186 | 199 | 1386    | 1933     | .084 | .180   |
| 障害     | 6   | 0   | 2   | 23      | 31       | .194 | .194   |
| 計       | 168 | 186 | 201 | 1409    | 1964     | .086 | .180   |